# 禿鷹液冷式發動機
勞斯萊斯禿鷹發動機（Rolls-Royce Vulture）是在第二次世界大戰前夕，由勞斯萊斯公司設計和製造的英國航空發動機。禿鷹發動機采用了不同尋常的"X-24"配置。它采用4組缸體（cylinder block），直接利用了前期開發的V12 Kestrel 缸 徑和沖程 尺寸 ，並使用一個曲軸箱裡的通用曲軸連接起來。發動機的原始設計是準備產出大約1750馬力, 但由於禿鷹的設計不斷出現問題，因此通過限制每分鍾轉速的方法，在服役中實際輸出大約為b1,450-1,550馬力。
雖然幾種新飛機的設計都計劃使用禿鷹發動機，羅爾斯最終於1941年中止了該項開發工作，並關注於他們更成功的梅林發動機設計工作。而另一種輸出相同指標的發動機Napier Sabre，由於較長的開發期而被證明更為成功。

## 設計和開發
增壓的 Kestrel發動機是相當普通的設計，它具有按V型配置的具有21升排量的2組缸體。禿鷹發動機，實際上是兩架Kestrels發動機通過曲軸箱連接在一起，產生了X engine 配置，並擁有42升的排量。雖然禿鷹發動機重新設計了缸體，它增加了汽缸間距以適應更長的曲軸，增加的曲軸長度是為了安排額外的主軸承（main bearing）和曲柄銷（Crankpin）所必須的。
由於發動機在正式服役前的開發時間較短，因此禿鷹發動機的可靠性相當差。不僅其達不到設計的輸出功率，而且經常在連桿軸承的粗端出現問題，這造成了潤滑故障，也可能造成發動機熱量耗散問題。原先羅爾斯·羅伊斯對解決這些問題相關有信心，但是隨著公司的更小的梅林發動機已經達到了禿鷹發動機原始指標相近的動力輸出，因此禿鷹發動機在生產538台後停止了。

## 使用者

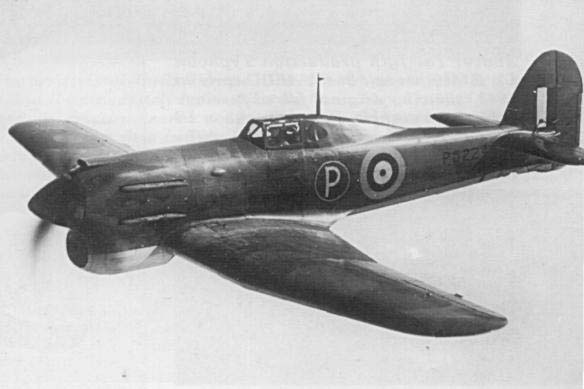
使用禿鷹發動機的Hawker Tornado原型機

Hawker Tornado截擊機原打算使用禿鷹發動機，但是隨著禿鷹發動機開發計劃的取消，霍克放棄了Tornado並關注於 Hawker Typhoon, 它安裝了Napier Sabre發動機. 同樣的，計劃的取消也導致了安裝有禿鷹發動機的Vickers Warwick轟炸機。
僅有的為禿鷹發動機設計而且實際上投入生產的飛機型號是雙引擎的曼彻斯特轰炸机。當發動機穩定性問題變得明顯時，愛芙羅團隊勸說英國空軍部改變為生產四台梅林發動機版本的曼徹斯特轟炸機，而另一個將愛芙羅工廠改為生產哈利法克斯轰炸机的方案也在計劃中。最後生產出了原始名為Manchester Mark III，後來重命名為蘭開斯特轟炸機，它成為了非常成功的皇家空軍頭號重型轟炸機。

## 規格 (Vulture V)
数据来源 Lumsden 

### 基本参数
- 型号: 24-cylinder supercharged liquid-cooled 90 degree X layout aircraft piston engine
- 腔径: 5吋（127毫米）
- 行程: 5.5吋（139.7毫米）
- 排量: 2,592 in³ (42.47升)

### 组件
- 气门: Overhead camshaft
- 机械增压器: Gear-driven centrifugal type supercharger, two-speed, single-stage
- 供油系统: Downdraught S.U. carburettor
- 油料类型: 100/130 Octane petrol
- 冷却系统: Liquid cooled, 70% water/30% Ethylene glycol
- Reduction gear: Spur geared via layshaft, 0.35:1 reduction ratio, left-hand tractor

### 性能
- 功率输出: 1,780 hp at 2,850 rpm, +6 psi boost
- 压缩比: 6:1

### 引用
1. ↑  Gunston 1989, p. 143.
2. ↑  Rubbra 1990, p. 139.
3. ↑  Lumsden 2003, p.200.
4. ↑  Lumsden 2003, p.201.

### 傳記
- Gunston, Bill. World Encyclopaedia of Aero Engines. Cambridge, England. Patrick Stephens Limited, 1989. ISBN 1-85260-163-9
- Lumsden, Alec. British Piston Engines and their Aircraft. Marlborough, Wiltshire: Airlife Publishing, 2003. ISBN 1-85310-294-6.
- Rubbra, A.A. Rolls-Royce Piston Aero Engines - a designer remembers: Historical Series no 16 :Rolls Royce Heritage Trust, 1990. ISBN 1-87292-200-7

Template:Aeroengine-specs